# Herminia Brumana
Herminia Catalina Brumana (Pigüé, 12 de septiembre de 1897-Buenos Aires, 9 de enero de 1954) fue una maestra, educadora, escritora, periodista, dramaturga y activista argentina, de ideas socialistas y anarquistas. Escribió nueve libros y once obras de teatro, tres de ellas estrenadas. Colaboró en Mundo Argentino, El Hogar y La Nación, entre otras publicaciones periódicas. Participó activamente tanto en las filas anarquistas como socialistas, aunque sus ideas se acercaban más al anarquismo y se consideraba discípula de Rafael Barret.

## Biografía
Herminia Brumana nació en Pigüé, localidad ubicada al sur de la provincia de Buenos Aires, el 12 de septiembre de 1897,  en el seno de una familia de inmigrantes italianos. Realizó sus estudios secundarios en la escuela Normal de Olavarría donde se recibió en 1916, volviendo a Pigüé para ejercer el cargo de maestra primaria en su ciudad natal.
En 1917 fundó la revista Pigüé y en 1918 publicó su primer libro, orientado a promover la lectura entre sus alumnos, Palabritas. En 1921 conoció al dirigente socialista Juan Antonio Solari con quien se casó y se radicó en Buenos Aires.
Se desempeñó como maestra en diversas escuelas del Gran Buenos Aires y de la Capital Federal. En 1923 publicó su segundo libro, Cabeza de mujeres, definido por Herminia Solari como «un libro sobre la mujer dirigido a las mujeres», tema principal de su literatura y de su activismo. El libro se compone de diversos relatos que tienen en común la necesidad de la autoafirmación de la mujer, y la liberación por sus propios medios.
Entre 1929 y 1939 publicó cinco libros: Mosaico (1929), La grúa (1931), Tizas de colores (1932), Cartas a las mujeres argentinas (1936) y Nuestro Hombre (1939). En sus libros Herminia Brumana bregó por los derechos de las mujeres, el amor libre, el derecho al divorcio y la justicia social, sobre todo en relación con las dificultades de los niños pobres para cursar la escuela, etc.
Durante esa década también participó en la campaña de liberación de "los presos de Bragado", tres jóvenes anarquistas (Pascual Vuotto, Reclús De Diago y Santiago Mainini), a los que se torturó y se condenó por homicidio en 1931 a sabiendas de su inocencia.
En 1941 comenzó a trabajar en la Escuela para Adultos N.º 6 (Fitz Roy 171, actual Escuela 12; DE14), de la Ciudad de Buenos Aires, como maestra en la materia Práctica de escritorio. Luego de su muerte, la escuela recibió el nombre de "Herminia Brumana".
A su muerte se organizó la Sociedad Amigos de Herminia Brumana que editó sus obras completas, en 1958, y publicó, al cumplirse los diez años de su fallecimiento, Ideario y presencia de Herminia Brumana.
Diversas calles, plazas, bibliotecas y establecimientos educativos de la Argentina llevan su nombre.

## Obra

### Prosa
- Palabritas, 1918.
- Cabezas de mujeres, 1923
- Mosaico, 1929
- La grúa, 1931
- Tizas de colores, 1932

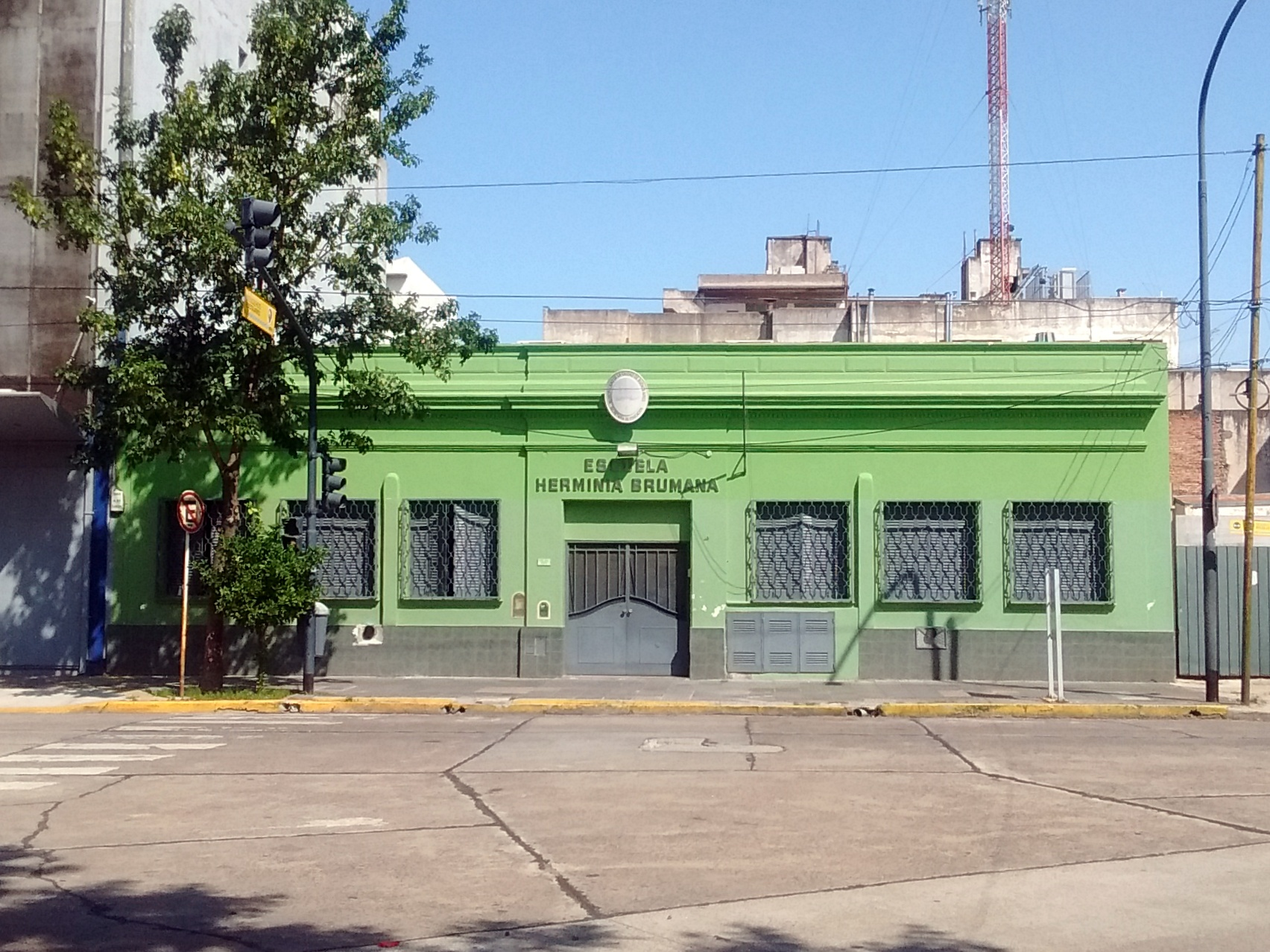
Actual escuela Herminia Brumana, en Villa Crespo.

- Cartas a las mujeres argentinas, 1936
- Nuestro Hombre, 1939
- Me llamo niebla, 1946
- A Buenos Aires le falta una calle, 1953

### Teatro
- La protagonista olvidada, 1933

### Recopilaciones
- La vida de pie[8]